# Davis Allen
Davis Allen (Calhoun, 3 febbraio 1999) è un giocatore di football americano statunitense che milita nel ruolo di tight end per i Los Angeles Rams della National Football League (NFL).

## Carriera

### Los Angeles Rams
Al college Allen giocò a football a Clemson, venendo inserito nella terza formazione ideale dell'Atlantic Coast Conference nell'ultima stagione. Fu scelto nel corso del quinto giro (175º assoluto) del Draft NFL 2023 dai Los Angeles Rams. Debuttò come professionista subentrando nella gara del primo turno contro i Seattle Seahawks. Nella settimana 14 segnó il suo primo touchdown su passaggio di Matthew Stafford contro i Baltimore Ravens. La sua prima stagione si chiuse con 10 ricezioni per 95 yard e una marcatura in 15 presenze, di cui una come titolare.